# Fuyens

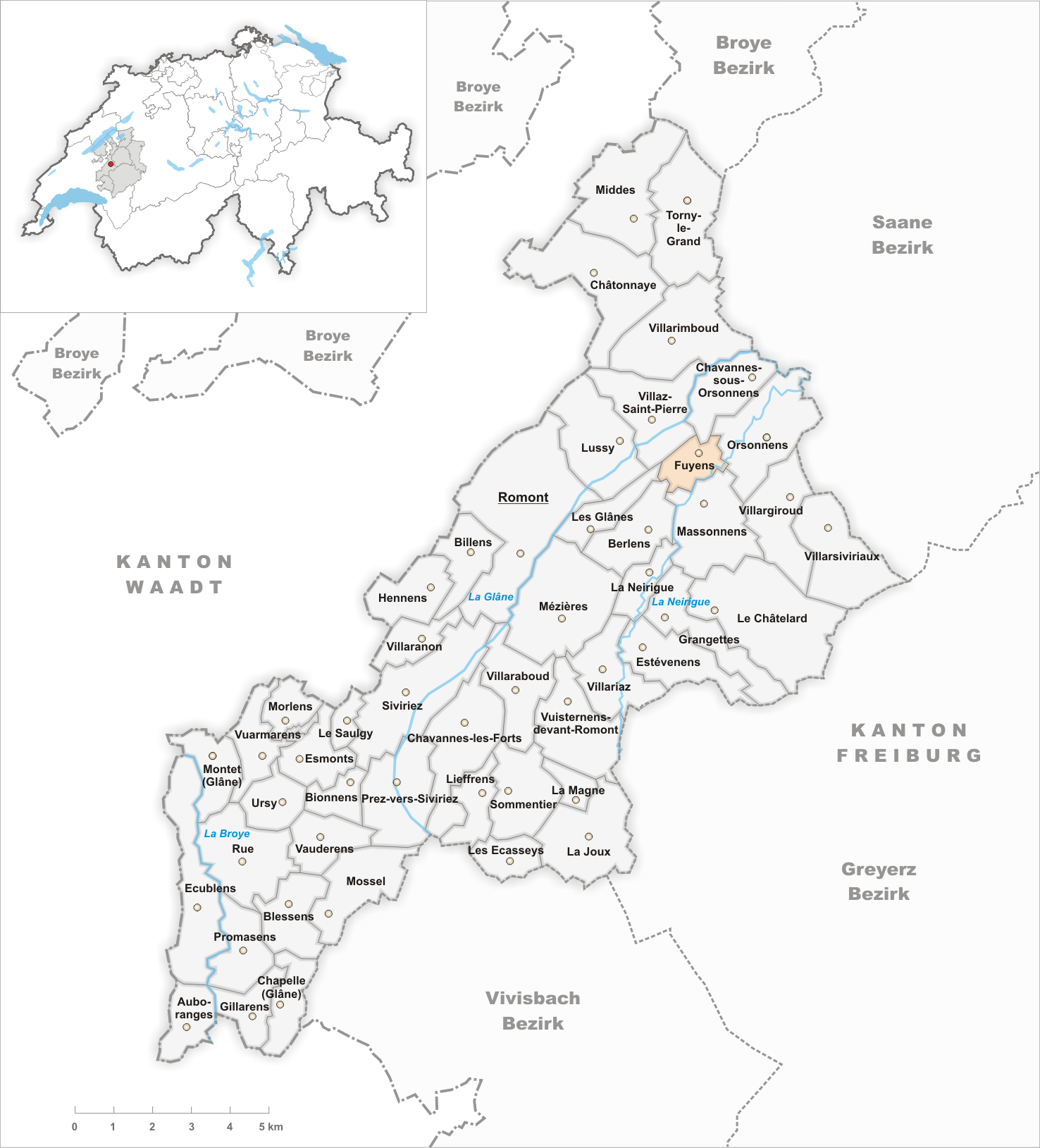
Gemeindestand vor der Fusion am 1. Januar 1978

Fuyens ist eine Ortschaft und früher selbständige politische Gemeinde im Distrikt Glâne des Kantons Freiburg in der Schweiz. Am 1. Januar 1978 wurde Fuyens nach Villaz-Saint-Pierre eingemeindet.

## Geographie
Fuyens liegt auf 715 m ü. M., 4,5 km ostnordöstlich des Bezirkshauptortes Romont (Luftlinie). Das Dorf erstreckt sich an aussichtsreicher Lage auf einem Höhenrücken zwischen den Tälern von Glâne im Westen und Neirigue im Osten, im Molassehügelland des westlichen Freiburger Mittellandes. Die ehemalige Gemeindefläche betrug rund 1,7 km². Das Gebiet reichte von der Talniederung der Glâne nach Osten über die Höhe von Fuyens mit dem Wald Bois de Muay (750 m ü. M.) bis in die breite Talaue der Neirigue.

## Bevölkerung
Mit 67 Einwohnern (1970) zählte Fuyens vor der Fusion zu den kleinsten Gemeinden des Kantons Freiburg. Zu Fuyens gehören auch einige Einzelhöfe.
Einwohnerzahlen: Volkszählungsdaten

## Wirtschaft
Fuyens lebt noch heute von der Landwirtschaft, insbesondere von der Milchwirtschaft und der Viehzucht. In den letzten beiden Jahrzehnten sind auch Familien ins Dorf gezogen, die überwiegend auswärts erwerbstätig sind.

## Verkehr
Das Dorf liegt abseits der grösseren Durchgangsstrassen, ist aber von Villaz-Saint-Pierre leicht erreichbar. Durch die Buslinie der Transport publics Fribourgeois, welche die Strecke von Romont über Le Châtelard nach Bulle bedient, ist Fuyens an das Netz des öffentlichen Verkehrs angebunden.

## Geschichte
Die erste urkundliche Erwähnung des Ortes erfolgte im 12. Jahrhundert unter dem Namen Fuiens; von 1360 ist die Bezeichnung Fuens überliefert. Der Ortsname ist vom Personennamen Fugila abgeleitet und bedeutet mit dem Suffix -ens so viel wie bei den Leuten des Fugila.
Im Mittelalter gehörte Fuyens zunächst den Herren von Billens, später zur Grafschaft Romont, die unter der Oberhoheit der Herzöge von Savoyen stand. Als die Berner 1536 das Waadtland eroberten, kam das Dorf unter die Herrschaft von Freiburg und wurde der Vogtei Romont zugeordnet. Die Klöster von Hauterive und La Fille-Dieu bei Romont hatten reichen Grundbesitz und Zehntrechte in Fuyens. Nach dem Zusammenbruch des Ancien Régime (1798) gehörte das Dorf während der Helvetik und der darauf folgenden Zeit zum Bezirk Romont und wurde 1848 in den Bezirk Glâne eingegliedert. Mit Wirkung auf den 1. Januar 1978 wurde Fuyens nach Villaz-Saint-Pierre eingemeindet. Fuyens besitzt keine eigene Kirche, es gehört zur Kirchgemeinde Villaz-Saint-Pierre.